# Крячок австралійський
Крячок австралійський (Sternula nereis) — вид сивкоподібних птахів підродини крячкових (Sterninae) родини мартинових (Laridae).

## Поширення
Вид поширений на морському узбережжі Австралії, Нової Зеландії та Нової Каледонії. В кожній країні трапляється один підвид:
- австралійський підвид Sternula nereis nereis (Gould, 1843). Поширений вздовж західного та південного узбережжя материка і Тасманії. За оцінками, австралійська популяція виду включає 5-10 тис. птахів;
- новозеландський підвид Sternula nereis davisae (Mathews & Iredale, 1913). Гніздиться в північній частині Північного острова. У 1983 році було зареєстровано лише 3 гніздових пари. Завдяки інтенсивним зусиллям щодо збереження популяція зросла і в 1998 році становила 25-30 птахів і 8-10 пар на чотирьох ділянках. У 2006 році ця кількість зросла до 30-40 особин і 10 пар. До 2011 року ця кількість знову зросла до 40-45 особин і близько 10 пар;
- новокаледонський підвид Sternula nereis exsul (Mathews, 1912). Популяція нараховує 100—200 пар.